# Kanton Dormans-Paysages de Champagne
Kanton Dormans-Paysages de Champagne' (fr. Canton Dormans-Paysages de Champagne) je francouzský kanton v departementu Marne v regionu Grand Est. Tvoří ho 72 obcí. Kanton vznikl v roce 2015.

## Obce kantonu
| - Anthenay - Aougny - Le Baizil - Bannay - Baslieux-sous-Châtillon - Baye - Beaunay - Belval-sous-Châtillon - Binson-et-Orquigny - Bligny - Boursault - Le Breuil - Brouillet - La Caure - Chambrecy - Champaubert - Champlat-et-Boujacourt - Champvoisy - La Chapelle-sous-Orbais - Châtillon-sur-Marne - Chaumuzy - Coizard-Joches - Congy - Cormoyeux | - Corribert - Courjeonnet - Courthiézy - Cuchery - Cuisles - Damery - Dormans - Étoges - Fèrebrianges - Festigny - Fleury-la-Riviere - Igny-Comblizy - Jonquery - Lagery - Leuvrigny - Lhéry - Mareuil-en-Brie - Mareuil-le-Port - Marfaux - Margny - Montmort-Lucy - Nesle-le-Repons - La Neuville-aux-Larris - Œuilly | - Olizy - Orbais-l'Abbaye - Passy-Grigny - Poilly - Pourcy - Reuil - Romery - Romigny - Saint-Martin-d'Ablois - Sainte-Gemme - Sarcy - Suizy-le-Franc - Talus-Saint-Prix - Tramery - Troissy - Vandieres - Vauciennes - Venteuil - Verneuil - Ville-en-Tardenois - La Ville-sous-Orbais - Villers-sous-Châtillon - Villevenard - Vincelles |